# Ihor Prokopczuk
Ihor Prokopczuk (ur. 3 marca 1968 w obwodzie żytomierskim) – ukraiński dyplomata, od 2008 ambasador nadzwyczajny i pełnomocny w Republice Litewskiej. 

## Życiorys
W 1992 ukończył studia na Uniwersytecie Państwowym im. Tarasa Szewczenki w Kijowie z tytułem magistra filologii i tłumaczeń, po czym podjął pracę w Ministerstwie Spraw Zagranicznych niepodległej Ukrainy. W latach 90. został wysłany na placówkę do Londynu, później pracował m.in. w ukraińskim przedstawicielstwie w Nowym Jorku. Po powrocie do kraju sprawował funkcję dyrektora generalnego departamentu terytorialnego ministerstwa spraw zagranicznych obejmującego Europę Środkowo-Wschodnią, Bałkany, Zakaukazie i Turcję. 
17 kwietnia 2008 złożył na ręce prezydenta Adamkusa listy uwierzytelniające, rozpoczynając misję dyplomatyczną na Litwie.